# 포커 Dr.I

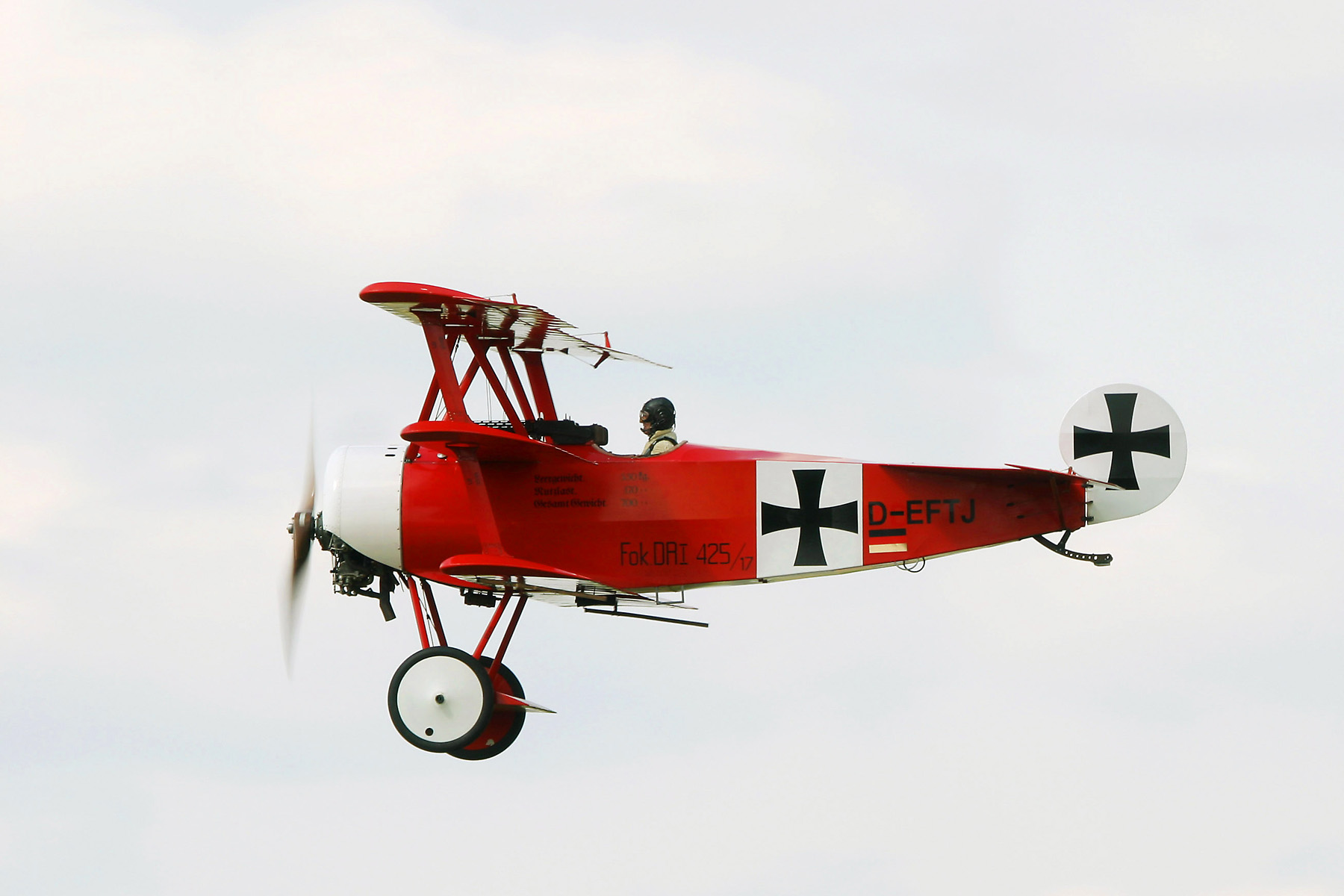
포커 Dr.I

포커 1호 삼엽기(Fokker Dr.I)는 포커 아에로플란바우에서 설계한 제1차 세계 대전 전투기이다. Dr은 독일어로 삽엽기라는 뜻의 Dreidecker를 의미한다. 1917년 7월 5일 첫 비행하여 1918년 봄 이후 독일 제국 항공대의 주력기로 사용되었다. Dr.I는 만프레트 폰 리히트호펜의 애기로 유명하다. 총 생산 대수는 320대이다.

## 같이 보기
- 소프위드 카멜